# Yame
Yame (wörtlich: acht Frauen; japanisch 八女市 Yame-shi, „[kreisfreie] Stadt Yame“) ist eine Stadt im Süden der japanischen Präfektur Fukuoka auf der Insel Kyūshū.

## Geographie
Yame liegt südlich von Fukuoka und Kurume, und nördlich von Kumamoto.

## Übersicht
Die Stadt wurde 1954 aus einer Kleinstadt (福島町 Fukushima-chō) und drei Dörfern (川崎村 Kawasaki-mura, 忠見村 tadami-mura, 岡山村 Okayama-mura) des Landkreises Yame gebildet. Am 1. Februar 2010 wurden Hoshino, Kurogi, Tachibana und Yabe in die Stadt Yame eingegliedert.
Die Stadt produziert Reis, Tee, Mandarinen, Weintrauben und Birnen. Es gibt Rinderzucht und Milchbetriebe. Die Heimindustrie stellt handgeschöpftes Papier (Washi), buddhistische Altare, Papierlaternen, Karpfenbanner für das Koinobori und Steinlaternen her.

## Sehenswürdigkeiten
In der Umgebung der Stadt gibt es mehrere alte Hügelgräber, unter anderem das schlüssellochförmige Iwatoyama-Kofun (岩戸山古墳).

## Verkehr
- Straßen:
  - Kyūshū-Autobahn
  - Nationalstraße 3
  - Nationalstraßen 442

## Söhne und Töchter der Stadt
- Takafumi Horie (* 1972), Vorstandsvorsitzender von Livedoor

## Weblinks

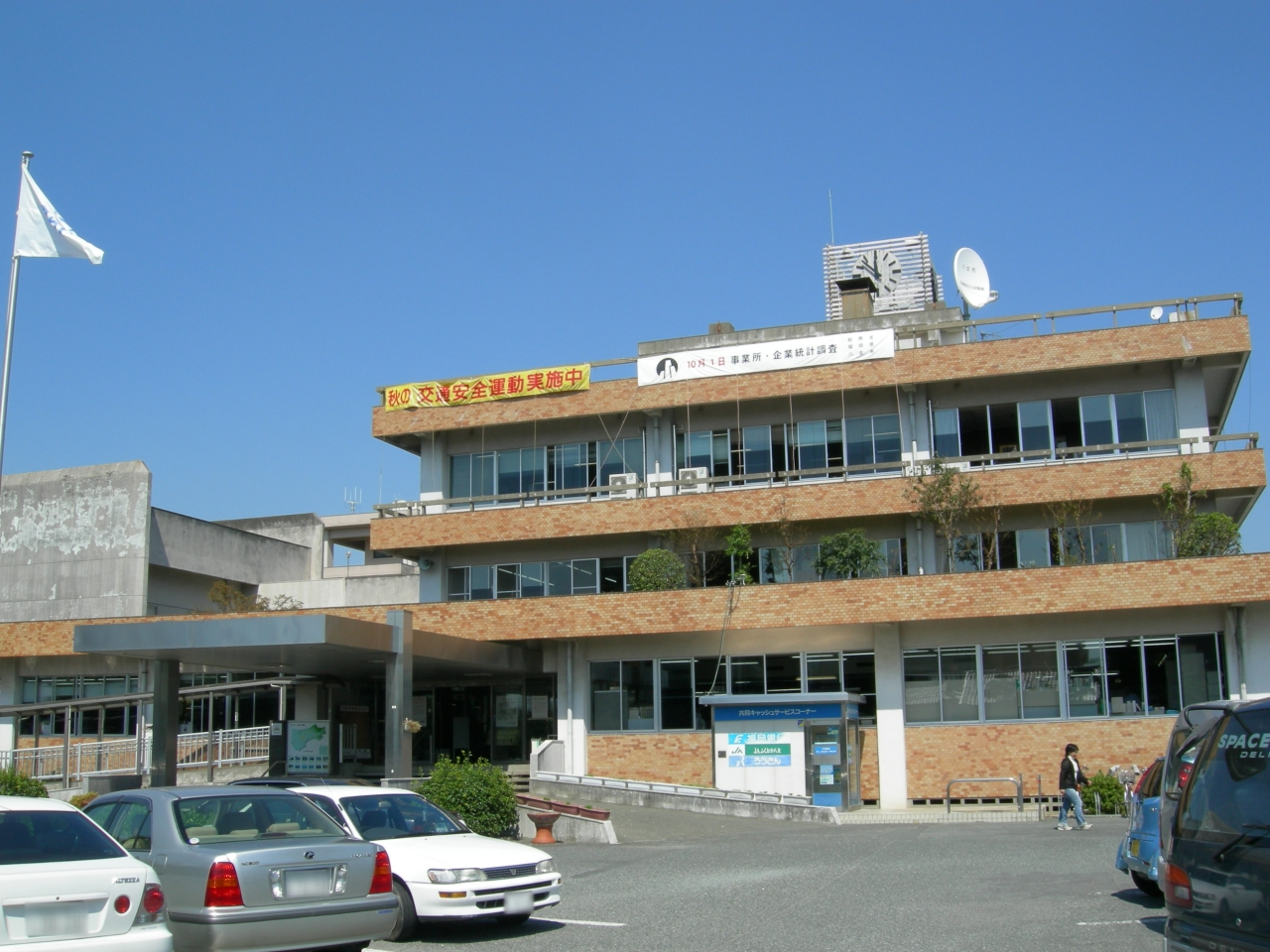
Rathaus von Yame

## Angrenzende Städte und Gemeinden
- Kurume
- Chikugo
- Miyama
- Hirokawa